# Adrien Sacquespée
Ne doit pas être confondu avec Shakespeare.
Adrien Sacquespée [sakɛspe], né le 17 juillet 1629 à Caudebec-en-Caux, mort le 21 décembre 1692, est un peintre français, actif à Rouen.

## Biographie
Adrien Sacquespée naît le 17 juillet 1629 à Caudebec-en-Caux.
En 1642, Adrien Sacquespée entre comme apprenti dans l'atelier du peintre François Garnier à Paris, avant de quitter la capitale et de retourner en Normandie. Il est reçu maître peintre à Rouen en 1654. Fixé à Rouen, il reçoit plusieurs commandes, essentiellement de la part du milieu ecclésiastique. Il réalise ainsi dans les années 1650, plusieurs tableaux d'autels, parmi lesquels Le Martyre de saint Adrien (1659, musée des beaux-arts de Rouen). Sa peinture se caractérise alors par un certain archaïsme, Sacquespée proposant des figures contorsionnées rappelant le maniérisme, auxquelles s'ajoutent une certaine naïveté des expressions.
Il est reçu comme maître-peintre en 1654, et est élu maître de la confrérie de Saint-Luc de Rouen en 1661. Il reçoit dès lors plusieurs commandes d'ampleur, aux compositions ambitieuses. Il exécute ainsi Saint Bruno en oraison (1671, musée des beaux-arts de Rouen), remarquable par ses diagonales audacieuses et l'intensité dramatique que procure une recherche savante de l'éclairage.
Une grande part de son œuvre est perdue : on ne connait qu'une vingtaine de tableaux de sa main. Il avait peint à fresque, autour du chœur de l'abbaye de Saint-Wandrille de Fontenelle, tous les saints du monastère. Il peint en 1670 une Adoration des bergers pour le couvent des Capucins du Havre (perdue), et en 1671 une Offrande à la Vierge pour une église de la même ville (perdue). Un hôtel particulier de Rouen conservait au XIXe siècle un Jugement de Salomon de sa main, daté de 1688, aujourd'hui conservé à Sucy-en-Brie. Pour l'église Saint-Maclou de Rouen, il peint un cycle de tableaux sur l'histoire de Clovis, dont trois tableaux nous sont parvenus (ceux représentant Clovis avant la bataille de Tolbiac, et Clovis donnant un anneau à l'un de ses guerriers sont perdus). 
Malgré un style changeant, il fut très apprécié des amateurs, attirés par sa verve imaginative et par son sens de la narration. Il développa également un certain talent pour la poésie et fut couronné sept fois aux concours de l'Académie des Palinods de Rouen pour des ballades et des chants royaux, lors de ses participations, entre 1671 et 1682.
Son fils, Pierre Sacquespée, fut également peintre. Il reste de lui La Mort d'Ananias conservée dans l'église Saint-Nicolas-du-Chardonnet à Paris.

## Œuvres dans les collections publiques
Le musée des beaux-arts de Rouen possède sept tableaux du peintre soit plus du tiers du corpus connu.
- L'Adoration des bergers, 1651, Rosay, église paroissiale
- Portrait d'un membre de la compagnie de Jésus, 1651, Maulévrier-Sainte-Gertrude église de Sainte-Gertrude.
- Le Christ en croix, 1656, huile sur toile, 83 x 49 cm, musée des beaux-arts de Rouen.
- Le Martyre de saint Adrien, 1659, huile sur toile, 217 x 121 cm, musée des beaux-arts de Rouen[4].
- Portrait d'homme (autoportrait ?), vers 1659, Rouen, musée des Beaux-Arts
- Portrait d'homme, 1660, collection particulière
- Saint Mathurin exorcisant l'impératrice Théodora, vers 1660-1667, huile sur toile, 257 x 324 cm, Rouen, abbatiale Saint-Ouen.
- Sainte Clotilde construisant l'abbaye des Andelys, vers 1662, huile sur toile, 120 x 130 cm, Saint-Léger-du-Bourg-Denis, église Saint-Léger.
- Baptême de Clovis, vers 1662, huile sur toile, Saint-Léger-du-Bourg-Denis, église Saint-Léger.
- Le Mariage de Clovis, vers 1662, huile sur toile, Saint-Léger-du-Bourg-Denis, église Saint-Léger
- L'Apparition du Christ à saint Pierre, 1667, musée des beaux-arts de Rouen[5].
- Le Calvaire avec les saintes femmes, 1668, Montivilliers, église
- Le Christ pleuré par le Vierge et par saint Jean, dit autrefois Descente de croix (attribué à Sacquespée), vers 1670-1680, musée des beaux-arts de Rouen.
- Chartreux ensevelis sous la neige, vers 1670-1675, huile sur toile, 175 x 135 cm, musée des beaux-arts de Rouen.
- Saint Bruno en oraison, 1671, huile sur toile, 166 x 129 cm, musée des beaux-arts de Rouen.
- La mort d'Ananie, 1678, Paris, église Saint-Nicolas-du-Chardonnet
- Le Père Eternel (attribué à Sacquespée), non daté, huile sur toile (ovale), musée des beaux-arts de Rouen[5].
- Le Massacre des premiers nés d'Égypte, avant 1692, Saint-Aubin-d'Écrosville, église Saint-Aubin.
- Saint Bernard au concile d'Étampes, huile sur toile, 385 x 200 cm, Paris, Église Saint-Nicolas-du-Chardonnet.
- Le Jugement de Salomon, 1688, huile sur toile, Sucy-en-Brie, église Saint-Martin.
- Saint Grégoire le grand (attribué à Adrien ou Pierre Sacquespée), Rouen, Église Saint-Maclou .
- Glorification de saint François de Sales, Rouen, couvent de la Visitation.

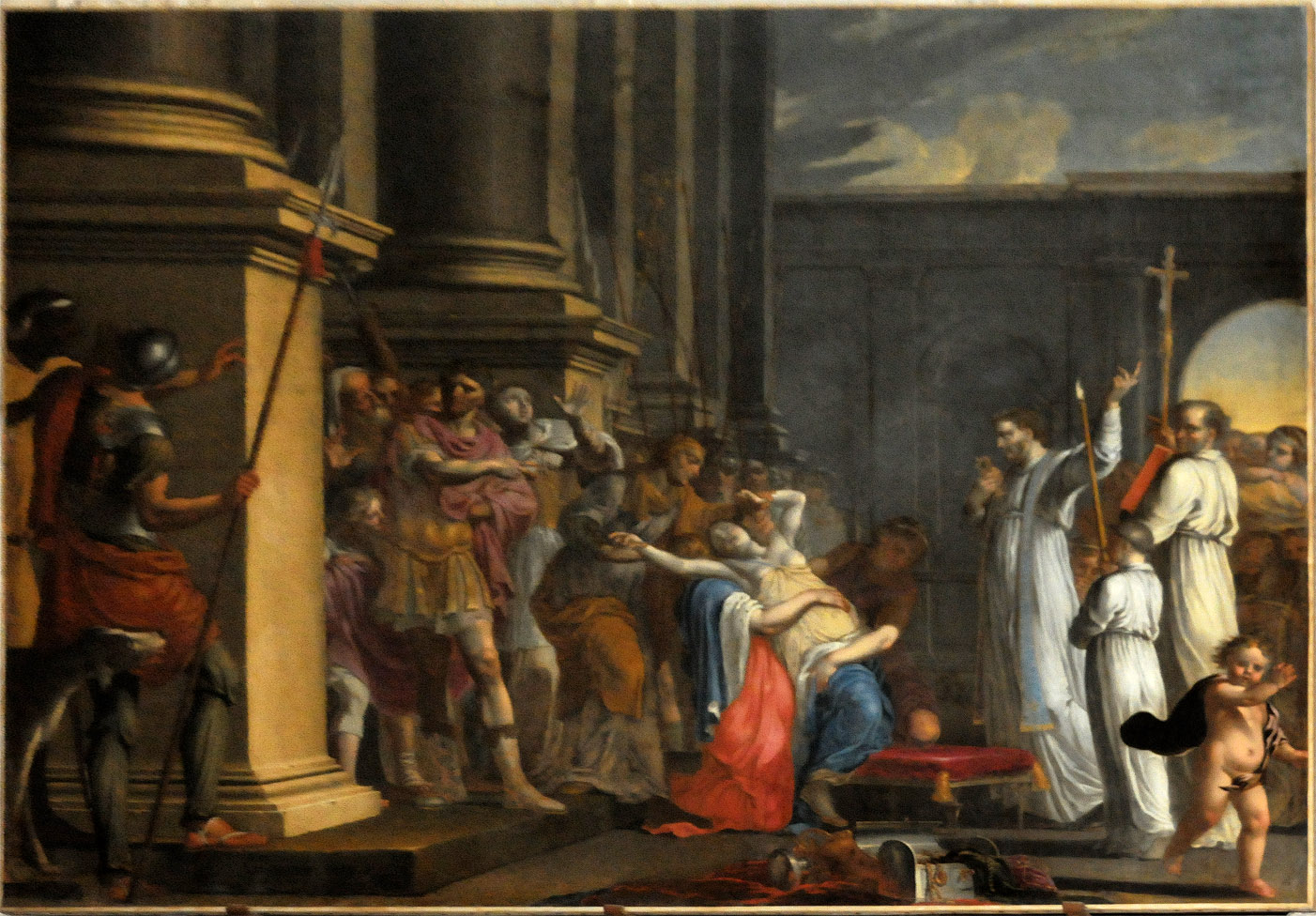
Saint Mathurin exorcisant l'impératrice Théodora, Abbatiale Saint-Ouen de Rouen.
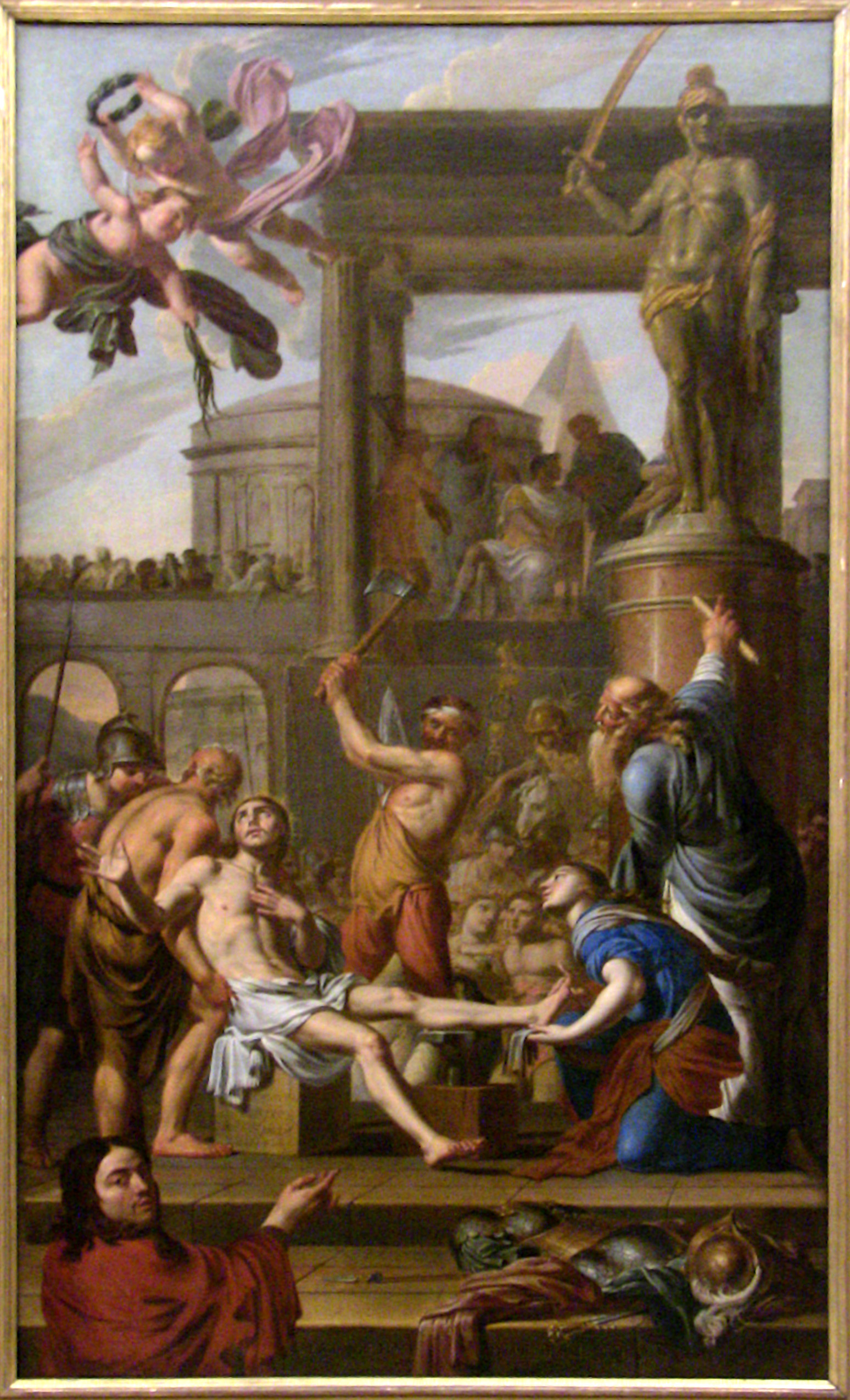
Le martyre de Saint Adrien (1659), musée des beaux-arts de Rouen.
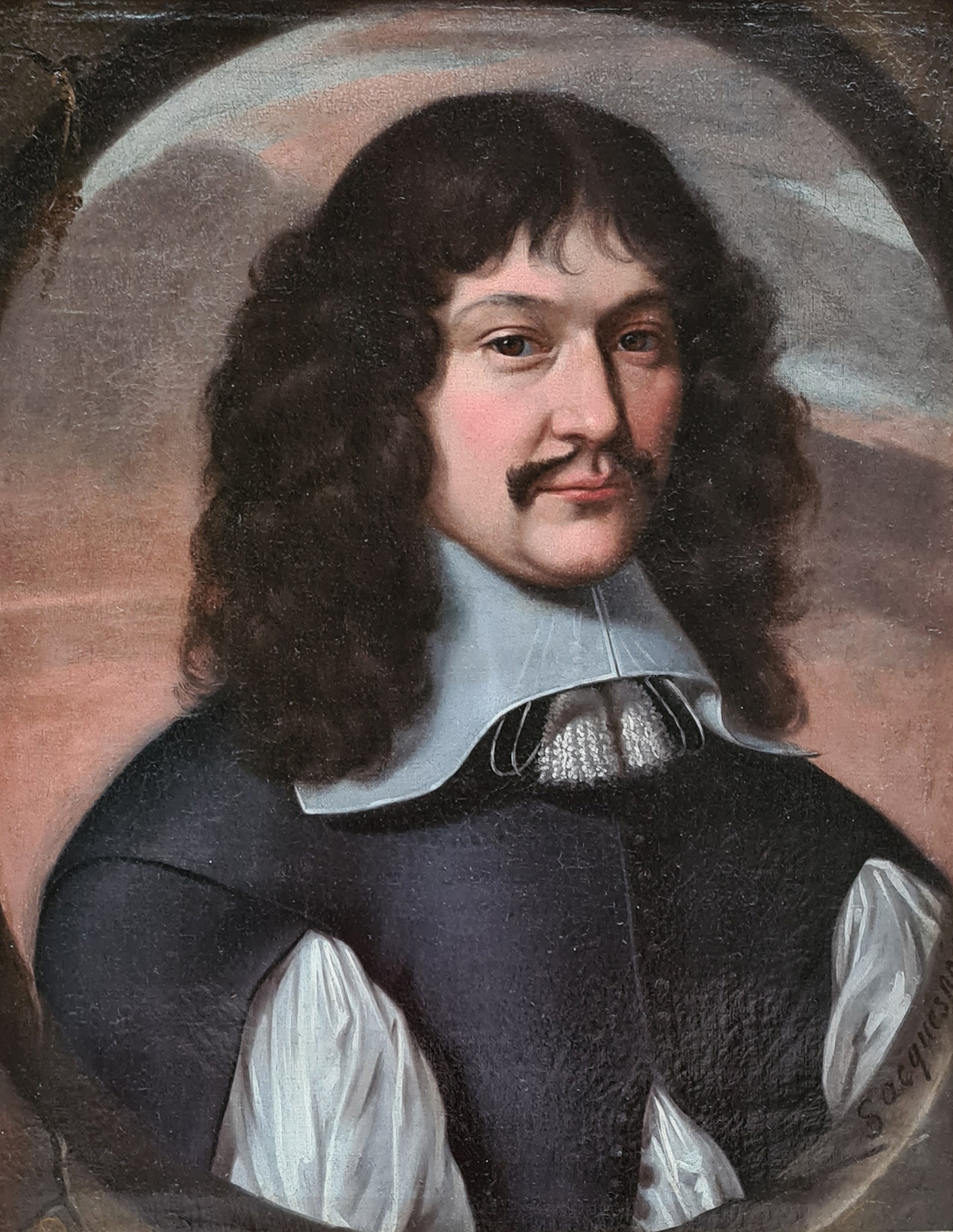
Portrait d'homme, musée des Beaux-Arts de Rouen.